# Spirobolus praelongus
Spirobolus praelongus är en mångfotingart som beskrevs av Koch. Spirobolus praelongus ingår i släktet Spirobolus och familjen Spirobolidae. Inga underarter finns listade i Catalogue of Life.